# Rondibilis similis
Rondibilis similis es una especie de escarabajo longicornio del género Rondibilis, tribu Acanthocinini, subfamilia Lamiinae. Fue descrita científicamente por Gahan en 1907.

## Descripción
Mide 9-10 milímetros de longitud.

## Distribución
Se distribuye por Sumatra.